# Wałentyna Czepiha
Wałentyna Czepiha (ukr. Валентина Чепіга; ur. 27 kwietnia 1962 r. w Charkowie) − profesjonalna ukraińska kulturystka.

## Kariera
Karierę kulturystyczną rozpoczęła w 1988 roku. W 1997 zdobyła tytuły Mistrzyni Europy, a następnie i Mistrzyni Świata w Kulturystyce Amatorskiej. Rok później debiutowała jako zawodniczka profesjonalna podczas prestiżowych zmagań Ms. Olympia, gdzie uplasowała się na pozycji dwunastej. Największy sukces osiągnęła w roku 2000, zwyciężając zawody Ms. Olympia w kategorii wagowej ciężkiej.

## Warunki fizyczne
- wzrost: 165 cm
- waga w sezonie: 57−60 kg
- waga poza sezonem: 61−65 kg

## Osiągnięcia (wybór)
- 1993:
  - European Championships, kategoria średnia − III m-ce
- 1994:
  - European Championships, kat. średnia − II m-ce
  - World Amateur Championships, kat. średnia − VII m-ce
- 1995:
  - World Amateur Championships, kat. średnia − VII m-ce
- 1997:
  - European Championships, kat. średnia − I m-ce
  - World Amateur Championships, kat. średnia − I m-ce
  - World Amateur Championships − całkowita zwyciężczyni
- 1998:
  - Ms. Olympia − federacja IFBB − XII m-ce
- 1999:
  - Jan Tana Classic − III m-ce
  - Ms. Olympia − fed. IFBB − XII m-ce
- 2000:
  - Jan Tana Classic, kat. średnia − I m-ce
  - Ms. Olympia − fed. IFBB, kat. ciężka − I m-ce
- 2001:
  - Ms. Olympia − fed. IFBB, kat. ciężka − IV m-ce
- 2002:
  - Ms. International, kat. lekka − I m-ce
  - Ms. Olympia − fed. IFBB, kat. lekka − II m-ce
  - Show of Strength − fed. GNC, kat. lekka − I m-ce
- 2003:
  - Ms. International, kat. lekka − V m-ce
- 2004:
  - Ms. Olympia − fed. IFBB, kat. lekka − VIII m-ce
- 2007:
  - Ms. Olympia − fed. IFBB − XI m-ce